# Ферхен
Ферхен (њем. Verchen) општина је у њемачкој савезној држави Мекленбург-Западна Померанија. Једно је од 69 општинских средишта округа Демин. Према процјени из 2010. у општини је живјело 435 становника. Посједује регионалну шифру (AGS) 13052082.

## Географски и демографски подаци
Ферхен се налази у савезној држави Мекленбург-Западна Померанија у округу Демин. Општина се налази на надморској висини од 1 метара. Површина општине износи 11,7 km². У самом мјесту је, према процјени из 2010. године, живјело 435 становника. Просјечна густина становништва износи 37 становника/km².